# Тосненський район
Тосненський район (рос. Тосненский район) — муніципальний район у складі Ленінградської області Російської Федерації.
Адміністративний центр — місто Тосно.

## Демографія
Динаміка чисельності населення району:
| Рік  | Населення, осіб | Джерело           | Примітки                                |
| ---- | --------------- | ----------------- | --------------------------------------- |
| 1959 | 83 795          | Перепис 1959 року |                                         |
| 1970 | 74 227          | Перепис 1970 року | Без Тосненської міськради (25 625 осіб) |
| 1979 | 81 182          | Перепис 1979 року | Без Тосна (24 062 осіб)                 |
| 1989 | 78 500          | Перепис 1989 року | Без Тосна (32 459 осіб)                 |
| 2002 | 77 194          | Перепис 2002 року | Без Тосна (38 683 осіб)                 |
| 2010 | 122 999         | Перепис 2010 року |                                         |

## Адміністративний устрій
До складу району входять 7 міських та 6 сільських поселень:
| Назва поселення                    | Населення (2010 рік, ос.) | Адміністративний центр |
| ---------------------------------- | ------------------------- | ---------------------- |
| Красноборське міське поселення     | ▲ 5079                    | Красний Бор            |
| Лисінське сільське поселення       | ▼ 2001                    | Лисіно-Корпус          |
| Любанське міське поселення         | ▼ 9411                    | Любань                 |
| Нікольське міське поселення        | ▲ 20 089                  | Нікольське             |
| Нурминське сільське поселення      | ▼ 3301                    | Нурма                  |
| Рябовське міське поселення         | ▲ 3251                    | Рябово                 |
| Тельмановське сільське поселення   | ▲ 10 824                  | Тельмана               |
| Тосненське міське поселення        | ▲ 44 998                  | Тосно                  |
| Трубникоборське сільське поселення | ▼ 1539                    | Трубников Бор          |
| Ульяновське міське поселення       | ▲ 11 601                  | Ульяновка              |
| Федоровське сільське поселення     | ▲ 3674                    | Федоровське            |
| Форносовське міське поселення      | ▲ 6710                    | Форносово              |
| Шапкинське сільське поселення      | ▼ 521                     | Шапки                  |